# ثيلما غولدن
ثيلما غولدن (بالإنجليزية: Thelma Golden)‏ هي مديرة متحف ‏ أمريكية، ولدت في 1966.